# Славяновский
Славяновский (до 2021 года — МТФ № 1 колхоза имени Ленина) — хутор в Предгорном районе (муниципальном округе) Ставропольского края России.

## География
Находится на северо-востоке Предгорного района (муниципального округа), в 10 км к востоку от Пятигорска, у развязки трассы Р-217 «Кавказ» и автодороги Пятигорск — Георгиевск (07К-027). Ближайшие населённые пункты: станица Константиновская в 2,5 км к западу и посёлок Нижнеподкумский в 2,5 км к северу от хутора.

## История
Выделен в рамках муниципального образования Этокского сельсовета в 2013 году и до 2020 года относился к Этокскому сельсовету.
В 2018 году был газифицирован как последний населённый пункт, получивший газ в Этокском сельсовете.
Постановлением Думы Ставропольского края от 25 февраля 2021 года, было одобрено предложение Правительства Ставропольского края о присвоении наименования «Славяновский» сельскому населённому пункту — хутору в границах жилой застройки МТФ № 1 колхоза имени Ленина. На официальном сайте муниципального округа, в паспорте округа в составе Этокского территориального отдела, хутор уже обозначен как хутор Славяновский. Изменения в реестр административно-территориальных единиц и территориальных единиц Ставропольского края внесены Постановлением Правительства Ставропольского края от 16 июля 2021 года.